# Cécile Kyenge
Kashetu Kyenge, detta Cécile (/seˈsil ˈkjɛŋɡe/; Kambove, 28 agosto 1964), è una politica italiana originaria della Repubblica Democratica del Congo, ministra per l'integrazione del governo Letta dal 28 aprile 2013 al 22 febbraio 2014.

## Biografia

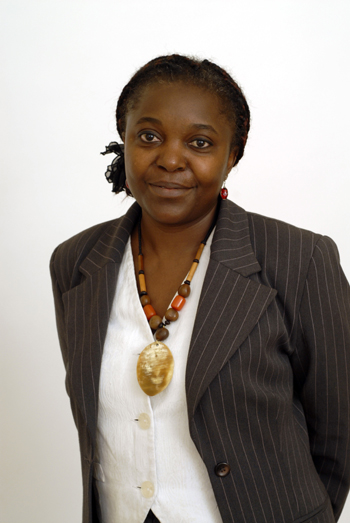
Cécile Kyenge

Nata con il nome di Kashetu Kyenge a Kambove, nella provincia congolese del Katanga, da una famiglia benestante e numerosa di etnia bakunda, dopo le scuole superiori decise d'intraprendere gli studi di Medicina e Chirurgia all'università, ma una commissione governativa la dirottò alla Facoltà di Farmacia dell'Università di Kinshasa; grazie all'interessamento di un vescovo ottenne quindi nel 1983 una delle tre borse di studio messe a disposizione degli studenti congolesi per frequentare Medicina all'Università Cattolica del Sacro Cuore di Roma, borsa di studio che, tuttavia, non giunse.
Arrivò dunque in Italia con un visto di studio,  ospite di alcuni religiosi e di laici impegnati in attività di assistenza. Si stabilì provvisoriamente in un collegio di missionarie laiche a Modena, lavorando nel frattempo come badante per mantenersi. Si laureò alla Cattolica di Roma per poi specializzarsi in Oculistica presso l'Università degli Studi di Modena e Reggio Emilia.
Acquisì la cittadinanza italiana nel 1994 quando contrasse matrimonio con un ingegnere nativo di Modena ma di origine calabrese. Nel 2002 fondò l'associazione interculturale DAWA (in lingua swahili: magia, medicina, star bene), con lo scopo di promuovere la conoscenza reciproca delle culture e sviluppare percorsi di sensibilizzazione, integrazione e cooperazione tra l'Italia e l'Africa, in particolare nella Repubblica Democratica del Congo, dove concentra maggiormente i suoi sforzi. Dal settembre 2010 è portavoce nazionale della rete Primo Marzo che si occupa di promuovere i diritti dei migranti.
È impegnata, collaborando con enti e associazioni, in campagne nazionali sui diritti di cittadinanza. Collabora con la rivista Combonifem e con Corriere Immigrazione. Ha promosso e coordinato il progetto AFIA per la formazione di medici specialisti in Congo in collaborazione con l'Università di Lubumbashi. Ha inoltre collaborato alla formazione di operatori sanitari nel campo della medicina dell'immigrazione. Tramite il progetto "Diaspora Africana", di cui è stata coordinatrice per il Nord Italia, si è impegnata nella promozione della piena cittadinanza degli immigrati. Nel 2010 è scelta come testimonial nella campagna di sensibilizzazione sull'immigrazione realizzata dall'Ufficio di Roma dell'Organizzazione Internazionale per le Migrazioni (OIM).

### Attività politica
Nel 2004 viene eletta nella circoscrizione 3 (Buon Pastore, Sant'Agnese, San Damaso) del comune di Modena per i Democratici di Sinistra; in seguito diventa la responsabile provinciale del Forum della Cooperazione Internazionale ed immigrazione. Il 7 giugno 2009 è eletta consigliera provinciale a Modena per il Partito Democratico ed entra a far parte della commissione Welfare e politiche sociali. Inoltre è responsabile regionale Emilia-Romagna delle politiche dell'immigrazione del PD.
Alle elezioni politiche del 24 e 25 febbraio 2013 viene eletta alla Camera dei deputati per il PD nella circoscrizione Emilia-Romagna. Subito dopo l'elezione al Parlamento promuove con altri firmatari (Pier Luigi Bersani, Khalid Chaouki e Roberto Speranza) una proposta di legge sul riconoscimento della cittadinanza ai figli degli immigrati nati sul suolo italiano (il cosiddetto ius soli).

#### Ministra per l'integrazione e reazioni alla nomina

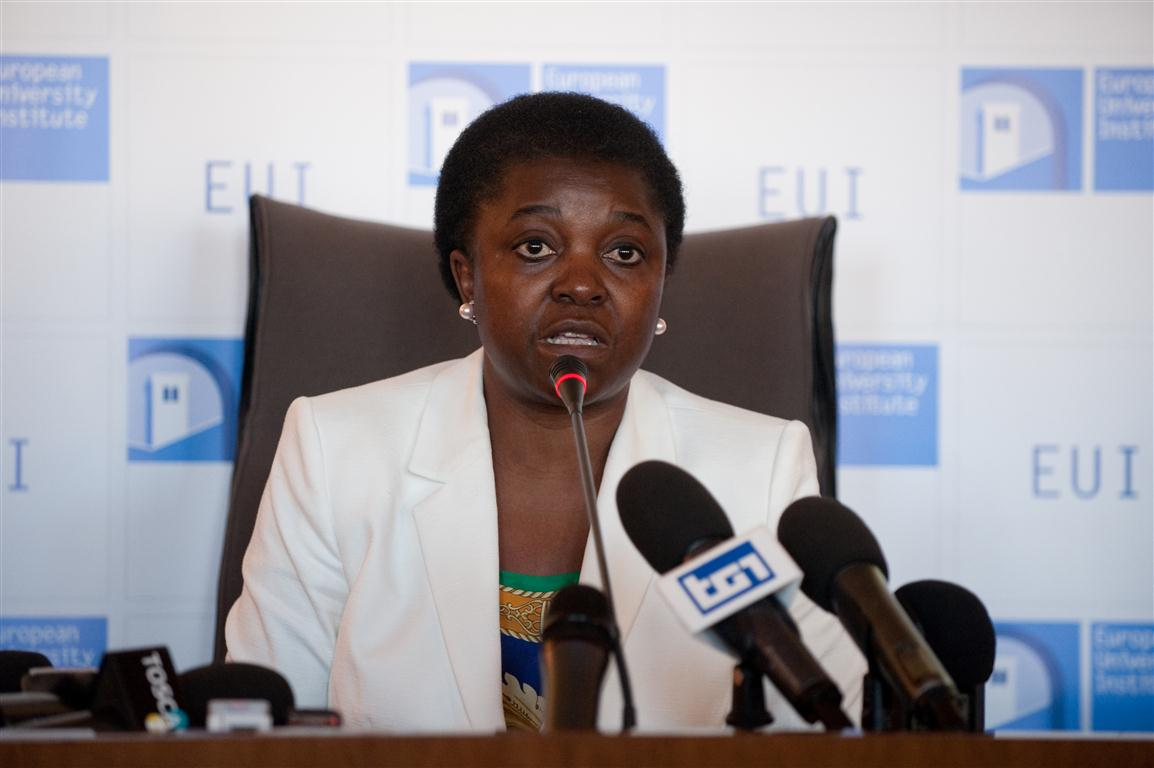
Cécile Kyenge interviene all'European University Institute nel 2013

È stata ministra dell'integrazione dal 28 aprile 2013 al 22 febbraio 2014, prima ministra nera (come lei preferisce definirsi, piuttosto che "di colore") in un governo della Repubblica Italiana. Dopo le dimissioni di Josefa Idem, le è stata attribuita anche la delega alle Politiche giovanili.
Per le sue convinzioni politiche sull'immigrazione, la nomina a ministra è stata duramente contestata da diversi esponenti della Lega Nord. L'origine congolese è stata, invece, il fulcro degli attacchi mossi contro di lei da Erminio Boso e Mario Borghezio. Pur con alcuni distinguo nei giorni successivi la stampa ha registrato numerosi altri attacchi razzisti provenienti dalla Lega e da altre formazioni politiche. La ministra ha affermato che avrebbe seguito il principio della non violenza e che non avrebbe risposto alle provocazioni.
Il 13 luglio 2013 il Vicepresidente del Senato Roberto Calderoli, durante una manifestazione della Lega Nord, ha rivolto dal palco alcuni insulti ai danni di Kyenge, definendola «un orango».  L'episodio ha scatenato reazioni di condanna da parte di esponenti di ogni area del mondo politico italiano, dal Presidente della Repubblica Giorgio Napolitano, dal Presidente del Consiglio Enrico Letta, dai Presidenti di Camera e Senato Laura Boldrini e Pietro Grasso, dell'ONU, del Vaticano e di Famiglia Cristiana. La notizia ha avuto una grande eco mediatica anche sulla stampa estera. Flavio Rizzo, professore dell'Università imperiale di Tokyo, mette la dinamica razziale dietro il caso Kyenge nel contesto di una incapacità italiana nel relazionarsi con la diversità. A seguire la pressione mediatica internazionale diversi esponenti di partiti politici italiani e lo stesso Presidente del Consiglio Letta hanno chiesto le dimissioni di Roberto Calderoli dalla carica di Vicepresidente del Senato.
Il 6 febbraio 2015 la giunta per le immunità del Senato boccia la relazione del senatore Vito Crimi (M5S) dichiarando l'insindacabilità delle sue opinioni in quanto parlamentare nell'ambito delle prerogative tutelate dall'articolo 68, primo comma, della Costituzione. Secondo l'orientamento maggioritario della giunta, l'espressione “orango”, con la quale fu apostrofata l'allora Ministra dell'Integrazione del Governo Letta Cécile Kyenge, era solo «pensiero politico». Contro la sindacabilità, ovvero a difesa di Calderoli, si schiera un'ampia maggioranza, costituita da FI, Lega, NCD, parte del PD e 1 membro del M5S; a favore il M5S e parte del PD (in tutto 4 sì e 12 no). Il fatto, dunque, viene considerato "libertà d'espressione". Il 23 marzo 2018, però, la Corte costituzionale accoglie il ricorso del tribunale di Bergamo e dichiara nulla la deliberazione di insindacabilità del Senato.
Nel gennaio 2019 Calderoli è condannato a un anno e sei mesi per istigazione all'odio razziale. Successivamente la Cassazione annulla le condanne e dispone un nuovo processo in cui Calderoli è nuovamente condannato dal Tribunale a sette mesi.
Il reato si è definitivamente prescritto nell'agosto 2024.

#### Elezioni europee 2014
Cessato il mandato da ministro nel febbraio 2014, si candida alle elezioni europee di quell'anno con il PD nella circoscrizione del Nord-Orientale, dove è eletta con 92 898 preferenze (51 000 solo in Emilia-Romagna) è la terza nella Circoscrizione Nord-Est per il PD. Svolge la sua attività di europarlamentare dando molto rilievo ai temi della migrazione, dell'inclusione sociale dei nuovi cittadini europei, della cooperazione internazionale allo sviluppo e soprattutto ai temi della lotta contro il razzismo e la xenofobia.
Durante il mandato vince diversi processi contro politici italiani (tra cui Mario Borghezio e Roberto Calderoli), e affronta Matteo Salvini al tribunale di Piacenza.
Si ricandida alle elezioni europee del 2019 con il PD nella medesima circoscrizione del Nord-Est, senza però essere rieletta poiché si piazza ottava con 42 172 voti.

## Vita privata
Cattolica (nonostante le notizie che negli anni le hanno falsamente attribuito prese di posizione contro le tradizioni cristiane), Kyenge ha sposato l'ingegner Domenico Grispino nel 1994, con cui ha avuto due figlie; i due hanno divorziato nel 2019. Grispino è un sostenitore di Matteo Salvini e corse come membro della Lega Nord nel 2019 per una posizione nel comune. Kyenge vive a Castelfranco Emilia.

## Opere
- Ho sognato una strada, Edizioni Piemme, Milano, 2014, ISBN 978-88-566-3738-0
- Dal libro dell'esodo, Edizioni Piemme, Milano, 2016, ISBN 978-88-566-5691-6
- L'Italia di domani. Cittadinanza, appartenenza e integrazione, Celid Edizioni, 2014, ISBN 978-88-678-9038-5
- Cécile Kyenge. Intervista a cura di Francesca Tuccio, Leonida Edizioni, 2018, ISBN 978-88-337-4031-7
- Francesco e noi. I grandi protagonisti del nostro tempo raccontano il papa più amato e discusso, Edizioni Piemme, Milano, 2017, ISBN 9788856656350